# Talk box
Il talk box è un apparecchio che consente al musicista di modificare il suono di uno strumento musicale attraverso i cambiamenti di forma della propria bocca.
L'effetto musicale in questione modifica il contenuto armonico del suono dello strumento, consentendo ad esempio di ottenere un'imitazione della voce umana. Viene applicato soprattutto alla chitarra elettrica ed è utilizzato anche nelle tastiere.

## Storia e utilizzatori
L'effetto nacque nel 1969, ma conobbe la sua popolarità solo qualche anno dopo, quando fu utilizzato da Peter Frampton nel brano "Do You Feel Like We Do", da Pete Townshend degli Who, svariate volte da Richie Sambora dei Bon Jovi, da Joe Perry degli Aerosmith nel brano "Sweet Emotion" e da Alain Maratrat dei Rockets nel brano "Future Woman (long version)".

## Funzionamento
Il talk box è un effetto a pedale e al suo interno ospita un altoparlante a cui è collegato un tubo di plastica, la cui estremità viene posizionata vicino alla bocca dello strumentista, collegata ad un microfono. Quando l'effetto è attivato, il suono viene indirizzato attraverso il tubo alla bocca del musicista che, modificandone la forma e la posizione della lingua, cambia il suono modulandone anche il contenuto armonico. Il principio di funzionamento è del tutto analogo a quello con cui la voce proveniente dalle corde vocali viene modulata a formare il parlato, con la differenza che, nel caso del talk box, il suono di partenza è quello dello strumento musicale. Il risultato del processo viene raccolto dal microfono e passato a un amplificatore, ottenendo così l'effetto di chitarra parlante.